# Roussillon (Vaucluse)
Pour les articles homonymes, voir Roussillon.
Roussillon est une commune française située dans le département de Vaucluse en région Provence-Alpes-Côte d'Azur. Ses habitants sont appelés les Roussillonnais.
Le village est classé parmi les plus beaux villages de France et fait partie du périmètre parc naturel régional du Luberon.

## Géographie
| - OpenStreetMap Limite communale |

Roussillon est située au cœur de la vallée nord du Luberon, entre le « petit » Luberon et les monts de Vaucluse. La commune est localisée entre Joucas et Saint-Saturnin-lès-Apt au nord, Gordes et Goult à l'ouest, Gargas à l'est et Bonnieux et la route nationale 100 au sud.
| Joucas |            | Saint-Saturnin-lès-Apt |
| Gordes | Roussillon | Gargas                 |
| Goult  | Bonnieux   |                        |

### Accès et transports
La gare SNCF la plus proche est à Cavaillon, la gare TGV la plus proche est la gare d'Avignon TGV. La commune est desservie par les sorties de l'autoroute A7 à Avignon Sud ou Cavaillon et par autobus 917 de et vers Cavaillon.

### Géologie

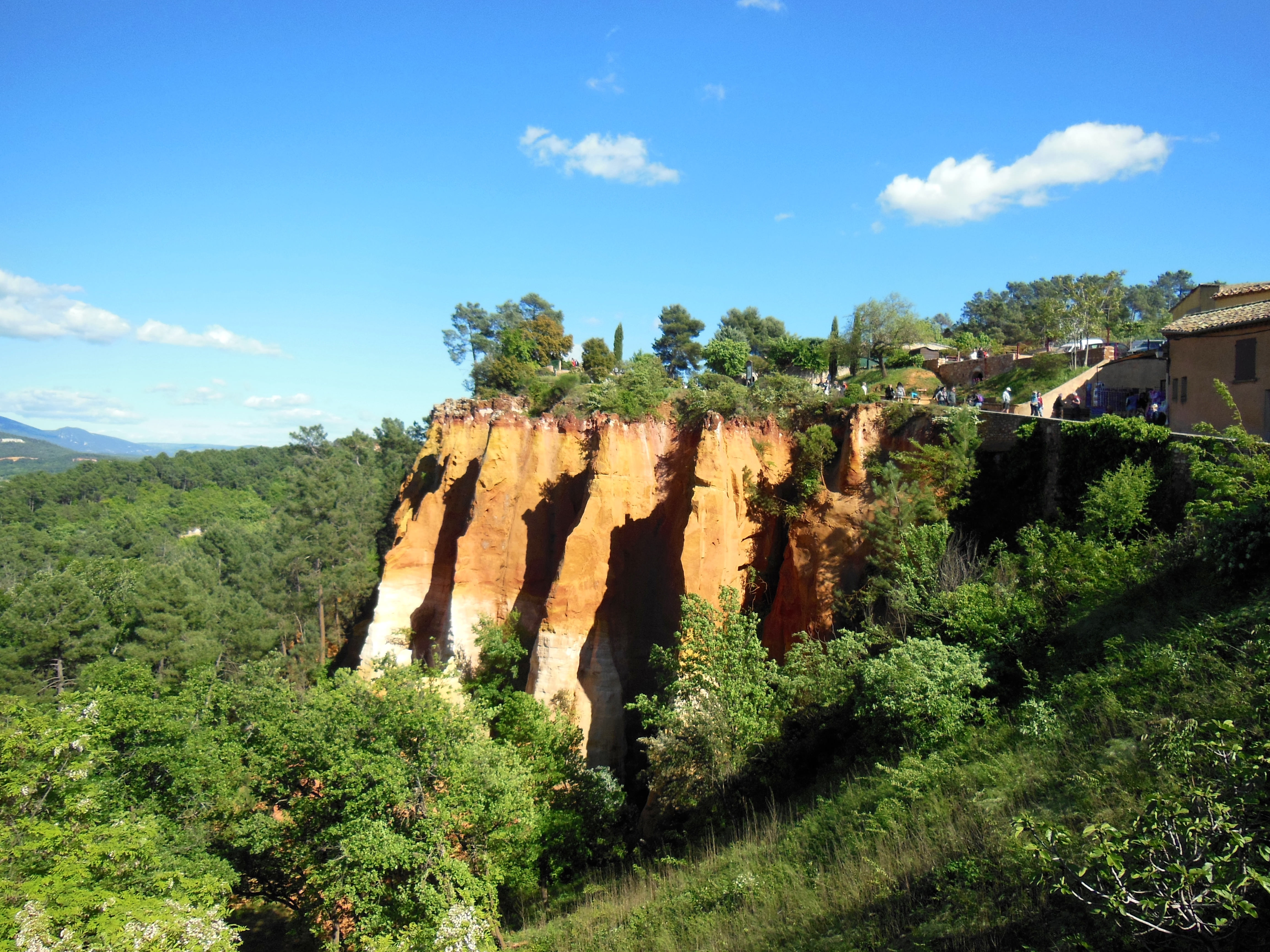
Falaises d'ocre de Roussillon.

Roussillon est célèbre pour la richesse de ses ocres. De grandes carrières ont été exploitées depuis la fin du XVIIIe siècle et ont employé mille personnes jusqu'en 1930 mais, aujourd'hui, afin de ralentir les dégradations du site, il est interdit d'en ramasser sous peine d'amende.

### Risque sismique
À l'exception des cantons de Bonnieux, Apt, Cadenet, Cavaillon, et Pertuis classés en zone Ib (risque faible), tous les cantons du département de Vaucluse sont classés en zone Ia (risque très faible). Ce zonage correspond à une sismicité ne se traduisant qu'exceptionnellement par la destruction de bâtiments.

### Hydrographie

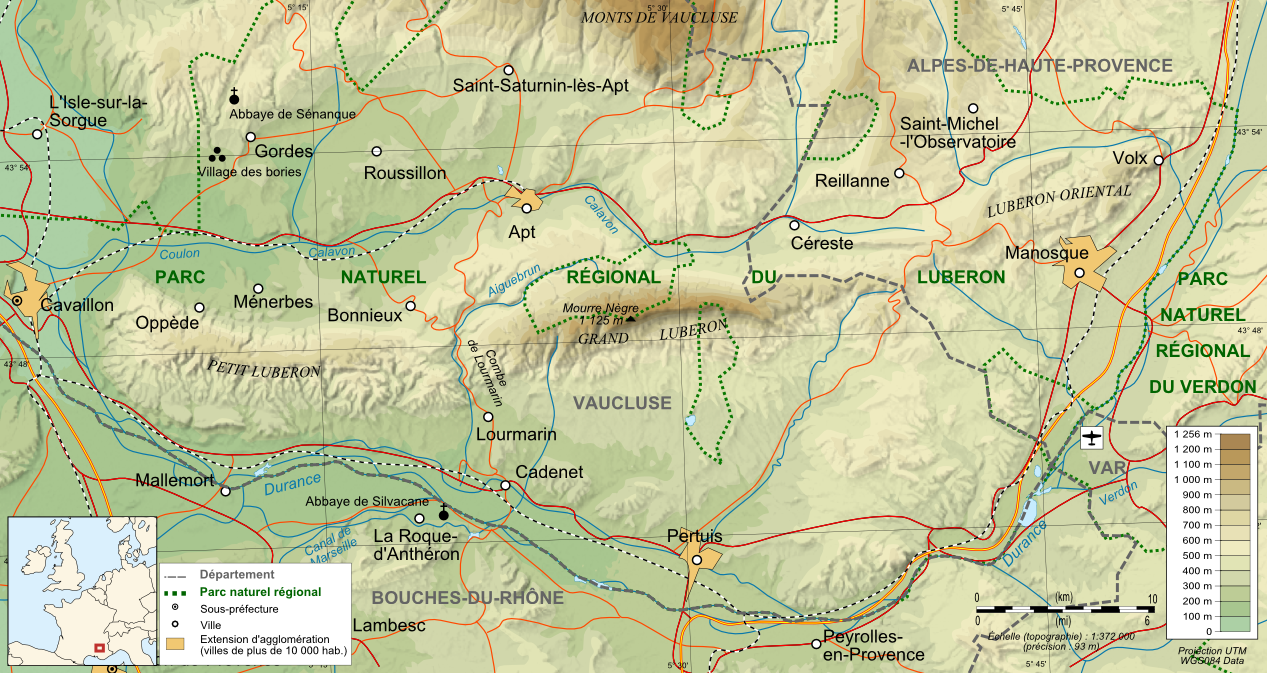
Le territoire du parc naturel régional du Luberon.

Les deux ruisseaux les plus importants sont l'Imergue au nord de la commune et l'Urbane en bordure à l'est. Il en existe cependant d'autres plus ou moins visibles selon les saisons et qui ont participé à la création de ce relief particulier. C'est le cas, par exemple, pour celui qui passe au cœur d'un vallat le long du chemin du Marseillais.

### Végétation
Les pins d'Alep, pins maritimes et pins sylvestres ont particulièrement bien colonisé ce secteur et gagné du terrain sur les autres espèces comme les chênes blancs et chênes verts qui n'occupent maintenant plus que des surfaces discontinues et limitées.
Rares formations de peupliers blancs (vallon en contrebas du chemin de Marseillais). Pour la culture, beaucoup de vignes et quelques céréales.

### Climat
Pour des articles plus généraux, voir Climat de Provence-Alpes-Côte d'Azur et Climat de Vaucluse.
En 2010, le climat de la commune est de type climat méditerranéen franc, selon une étude du Centre national de la recherche scientifique s'appuyant sur une série de données couvrant la période 1971-2000. En 2020, Météo-France publie une typologie des climats de la France métropolitaine dans laquelle la commune est exposée à un climat méditerranéen et est dans la région climatique  Provence, Languedoc-Roussillon, caractérisée par une pluviométrie faible en été, un très bon ensoleillement (2 600 h/an), un été chaud (21,5 °C), un air très sec en été, sec en toutes saisons, des vents forts (fréquence de 40 à 50 % de vents > 5 m/s) et peu de brouillards. 
Pour la période 1971-2000, la température annuelle moyenne est de 13 °C, avec une amplitude thermique annuelle de 17 °C. Le cumul annuel moyen de précipitations est de 734 mm, avec 6,3 jours de précipitations en janvier et 3,1 jours en juillet. Pour la période 1991-2020, la température moyenne annuelle observée sur la station météorologique de Météo-France la plus proche, « Murs », sur la commune de Murs à 7 km à vol d'oiseau, est de 13,3 °C et le cumul annuel moyen de précipitations est de 757,8 mm. 
La température maximale relevée sur cette station est de 42,4 °C, atteinte le 28 juin 2019 ; la température minimale est de −13,2 °C, atteinte le 12 février 2012,,. 
Les paramètres climatiques de la commune ont été estimés pour le milieu du siècle (2041-2070) selon différents scénarios d'émission de gaz à effet de serre à partir des nouvelles projections climatiques de référence DRIAS-2020. Ils sont consultables sur un site dédié publié par Météo-France en novembre 2022.

## Urbanisme

### Typologie
Au 1er janvier 2024, Roussillon est catégorisée commune rurale à habitat dispersé, selon la nouvelle grille communale de densité à sept niveaux définie par l'Insee en 2022.
Elle est située hors unité urbaine. Par ailleurs la commune fait partie de l'aire d'attraction d'Apt, dont elle est une commune de la couronne,. Cette aire, qui regroupe 18 communes, est catégorisée dans les aires de moins de 50 000 habitants,.

### Occupation des sols
Le tableau ci-dessous présente l'occupation des sols de la commune en 2018, telle qu'elle ressort de la base de données européenne d’occupation biophysique des sols Corine Land Cover (CLC).
| Type d’occupation                                                                   | Pourcentage | Superficie (en hectares) |
| ----------------------------------------------------------------------------------- | ----------- | ------------------------ |
| Tissu urbain discontinu                                                             | 2,9 %       | 87                       |
| Terres arables hors périmètres d'irrigation                                         | 12,6 %      | 377                      |
| Vignobles                                                                           | 22,4 %      | 672                      |
| Systèmes culturaux et parcellaires complexes                                        | 26,4 %      | 791                      |
| Surfaces essentiellement agricoles interrompues par des espaces naturels importants | 11,3 %      | 338                      |
| Forêts de feuillus                                                                  | 0,8 %       | 23                       |
| Forêts de conifères                                                                 | 4,5 %       | 134                      |
| Forêts mélangées                                                                    | 19,2 %      | 574                      |
| Source : Corine Land Cover                                                          |             |                          |

## Histoire

### Antiquité
Son nom est formé du suffixe -one sur le nom de personne latin Ruscilius (ou Roscilius), éventuellement Rusticelius, et désigne un domaine gallo-romain portant le nom de son fondateur. On a parfois envisagé aussi un dérivé de l'ancien français rossel (pour roseau).

### Moyen Âge
En 987, un petit château est établi sur une motte castrale.
Cité en 989 sous la forme « de Rossillione ».
Au XIIe siècle, l’abbaye Saint-André de Villeneuve-lès-Avignon y possède l’église Sainte-Croix, et en perçoit les revenus. Seigneurie des d'Agoult, des Vins, puis des l'Isle jusqu'à la Révolution.
Charles IX passe dans le village lors de son tour de France royal (1564-1566), accompagné de la Cour et des Grands du royaume : son frère le duc d’Anjou, Henri de Navarre, les cardinaux de Bourbon et de Lorraine.

### Période moderne
Durant des années[Quand ?], c'est autour de la richesse naturelle qu'offrait le sol que l'activité économique de la commune se tournait : l'ocre !
Au XVIIIe siècle, avec l'augmentation des besoins en fer, mais aussi la diversification et modernisation des techniques de traitement des textiles (métiers à tisser) et besoin de teintures, l'exploitation de l'ocre sur Roussillon s'intensifie. De très nombreuses carrières, dont certaines sont toujours visibles, entourent le bourg, mais aussi d'anciennes usines d'ocre (comme l'ancienne usine Mathieu maintenant reconvertie en Conservatoire),. Ces carrières et usines étaient disséminées sur plusieurs communes. En plus de Roussillon, on peut noter Villars, Gargas, Rustrel (et son Colorado provençal) et Gignac.
En 1720, le village fut touché par la peste de Marseille. L'abbé Avon se dévoua pour la population qui lui fit honneur en dénommant une place de son nom : place de l'Abbé-Avon.

### Période contemporaine
Au XXe siècle, les moyens modernes d'extraction ainsi que la découverte de gisements plus rentables ont peu à peu fait fermer toutes les mines. Au début des années 1980, le tourisme a remplacé cette industrie minière.

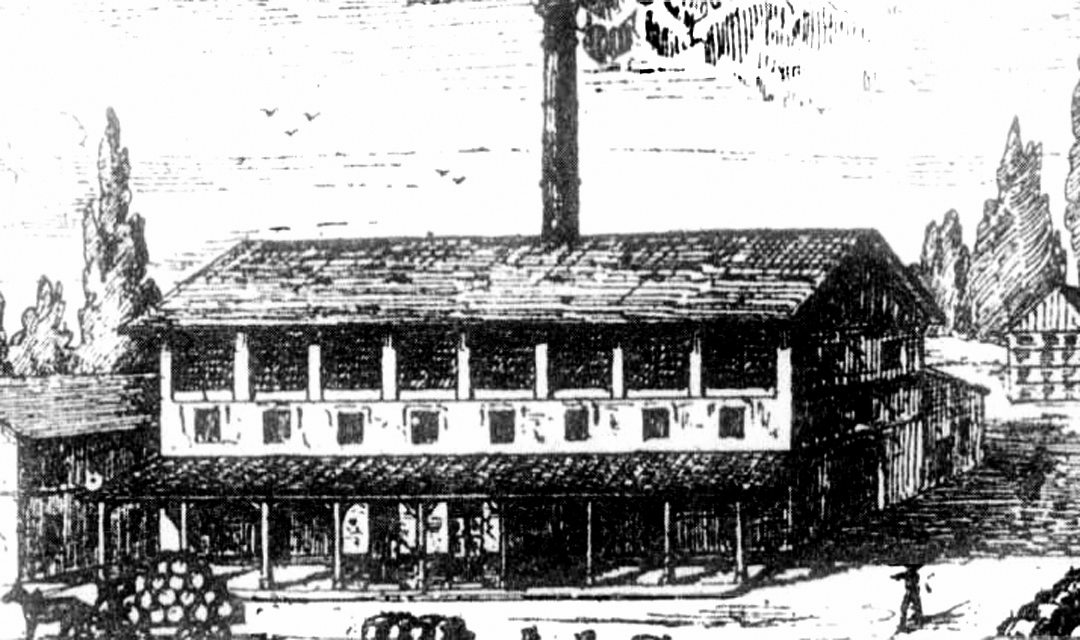
Usine Mathieu en 1870

Camille Mathieu (1862-1940) fut élu maire de sa commune pour la première fois en 1895 et il le resta pendant 45 ans. Ce républicain fut destitué par le gouvernement de Vichy en 1940, il décéda en décembre de la même année. En 1893, il avait hérité avec Léon Thomassin, son cousin, de l'usine d'ocre créée en 1870 par leur grand-père Joseph Mathieu. Située au quartier de la Balizone, elle fut absorbée en 1901 par la Société des ocres de France.
Sous le nom de Peyrane, Roussillon fut le sujet du livre du sociologue américain Laurence Wylie qui y séjourna en famille pendant l'année scolaire 1950-1951 : Village in the Vaucluse, 1957 ; édition abrégée sous le titre Village en Vaucluse, Boston, Houghton Mifflin, 1961 ; traduction Un village du Vaucluse, Gallimard, 1979,  (ISBN 978-2-07-028669-0).

### Toponymie
La toponymie est Rossilhon en provençal selon la norme classique et Roussihoun selon la norme mistralienne.

### Héraldique
| Le blason de la ville française de Roussillon dans le département du Vaucluse | Le Blasonnement de la ville de Roussillon : De sinople à la fasce d'argent chargée d'une rose de gueules. |

### Voirie
- Place du Pasquier

Cette place qui était à l'origine un lieu de pâturage, fut transformé en place pour accueillir les 7 foires annuelles de la ville. Vers la fin du XIXe siècle elle devint la cour de l'école communale avant d'être transformé en parking.
- Place de l'Abbé-Avon

Cette placette également appelée « le Dessous-du-Four », car il y avait un four de boulanger qui était creusé dans le rocher, porte le nom de l'abbé Avon qui se dévoua pour la population durant l'épidémie de peste de 1720
- Place Pignotte

Cette place tire son nom de la distribution de petits pains en forme de pomme de pin, appelée « pinhotte », aumône instituée en 1316 par le Pape Jean XXII
- Place de la Forge

La découverte de plusieurs vestiges, laissent penser aux historiens que ce lieu pourrait-être l'ancienne cour du château construit en 987.

## Politique et administration
| Période   | Période  | Identité        | Étiquette | Qualité |
| --------- | -------- | --------------- | --------- | ------- |
| mars 2008 | En cours | Gisèle Bonnelly | DVD       |         |

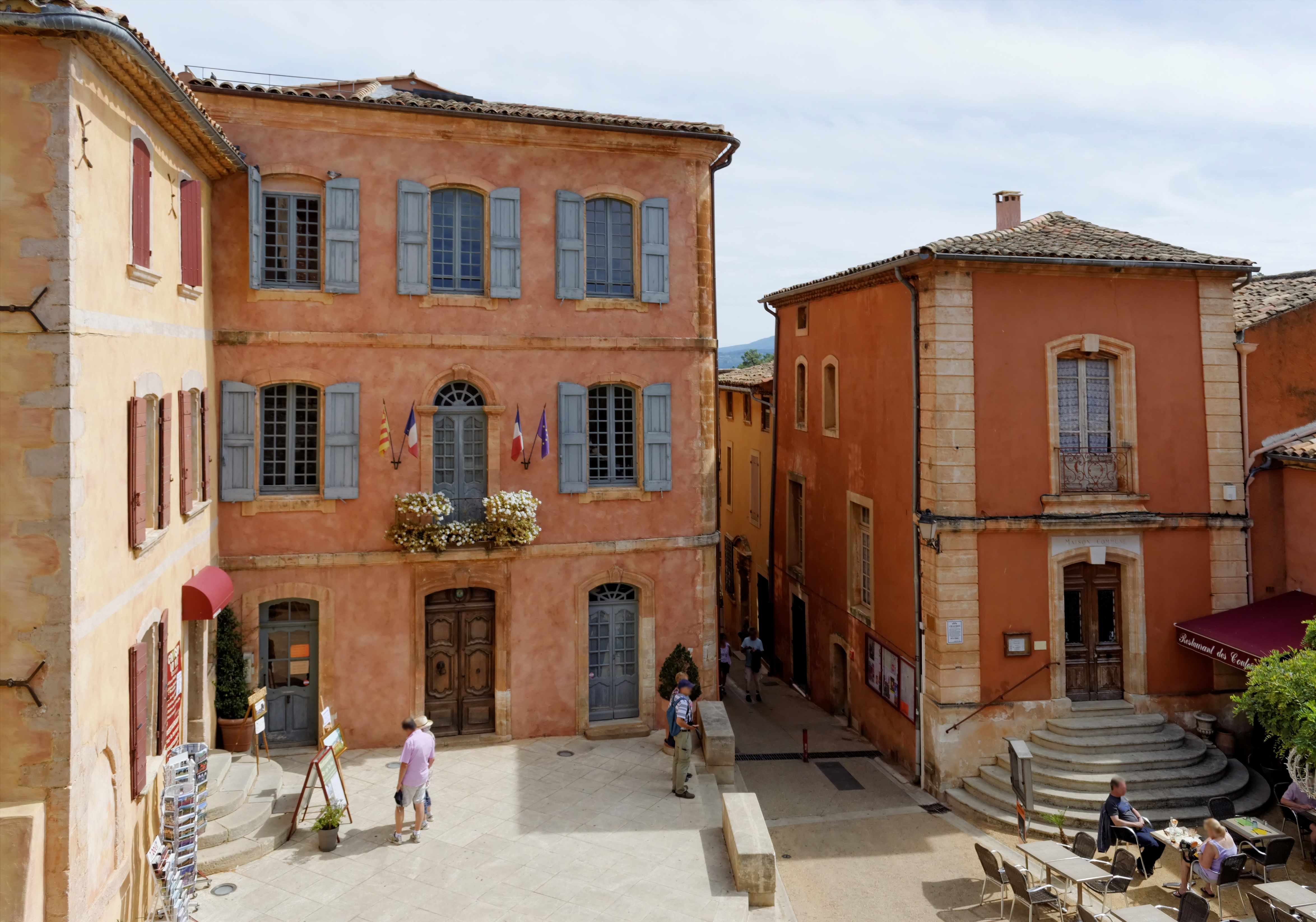
Mairie.

Anciens maires de Roussillon : Jean David, Alain Daumen, Henri Marcou.

### Fiscalité
| Taxe                                                | Part communale | Part intercommunale | Part départementale | Part régionale |
| --------------------------------------------------- | -------------- | ------------------- | ------------------- | -------------- |
| Taxe d'habitation (TH)                              | 8,96 %         | 0,00 %              | 7,55 %              | 0,00 %         |
| Taxe foncière sur les propriétés bâties (TFPB)      | 14,33 %        | 0,00 %              | 10,20 %             | 2,36 %         |
| Taxe foncière sur les propriétés non bâties (TFPNB) | 50,00 %        | 0,00 %              | 28,96 %             | 8,85 %         |
| Taxe professionnelle (TP)                           | 00,00 %        | 18,00 %             | 13,00 %             | 3,84 %         |

La part régionale de la taxe d'habitation n'est pas applicable.

## Démographie
L'évolution du nombre d'habitants est connue à travers les recensements de la population effectués dans la commune depuis 1793. Pour les communes de moins de 10 000 habitants, une enquête de recensement portant sur toute la population est réalisée tous les cinq ans, les populations de référence des années intermédiaires étant quant à elles estimées par interpolation ou extrapolation. Pour la commune, le premier recensement exhaustif entrant dans le cadre du nouveau dispositif a été réalisé en 2007.

En 2022, la commune comptait 1 318 habitants, en évolution de +0,08 % par rapport à 2016 (Vaucluse : +1,73 %, France hors Mayotte : +2,11 %).
| 1793  | 1800  | 1806  | 1821  | 1831  | 1836  | 1841  | 1846  | 1851  |
| ----- | ----- | ----- | ----- | ----- | ----- | ----- | ----- | ----- |
| 1 163 | 1 384 | 1 195 | 1 305 | 1 451 | 1 431 | 1 450 | 1 426 | 1 498 |

| 1856  | 1861  | 1866  | 1872  | 1876  | 1881  | 1886  | 1891  | 1896  |
| ----- | ----- | ----- | ----- | ----- | ----- | ----- | ----- | ----- |
| 1 498 | 1 568 | 1 546 | 1 520 | 1 514 | 1 385 | 1 263 | 1 255 | 1 241 |

| 1901  | 1906  | 1911  | 1921 | 1926  | 1931 | 1936 | 1946 | 1954 |
| ----- | ----- | ----- | ---- | ----- | ---- | ---- | ---- | ---- |
| 1 144 | 1 156 | 1 103 | 936  | 1 021 | 930  | 841  | 779  | 713  |

| 1962 | 1968 | 1975  | 1982  | 1990  | 1999  | 2006  | 2007  | 2012  |
| ---- | ---- | ----- | ----- | ----- | ----- | ----- | ----- | ----- |
| 702  | 827  | 1 093 | 1 313 | 1 165 | 1 161 | 1 265 | 1 280 | 1 318 |

| 2017  | 2022  | - | - | - | - | - | - | - |
| ----- | ----- | - | - | - | - | - | - | - |
| 1 305 | 1 318 | - | - | - | - | - | - | - |

## Économie

### Tourisme

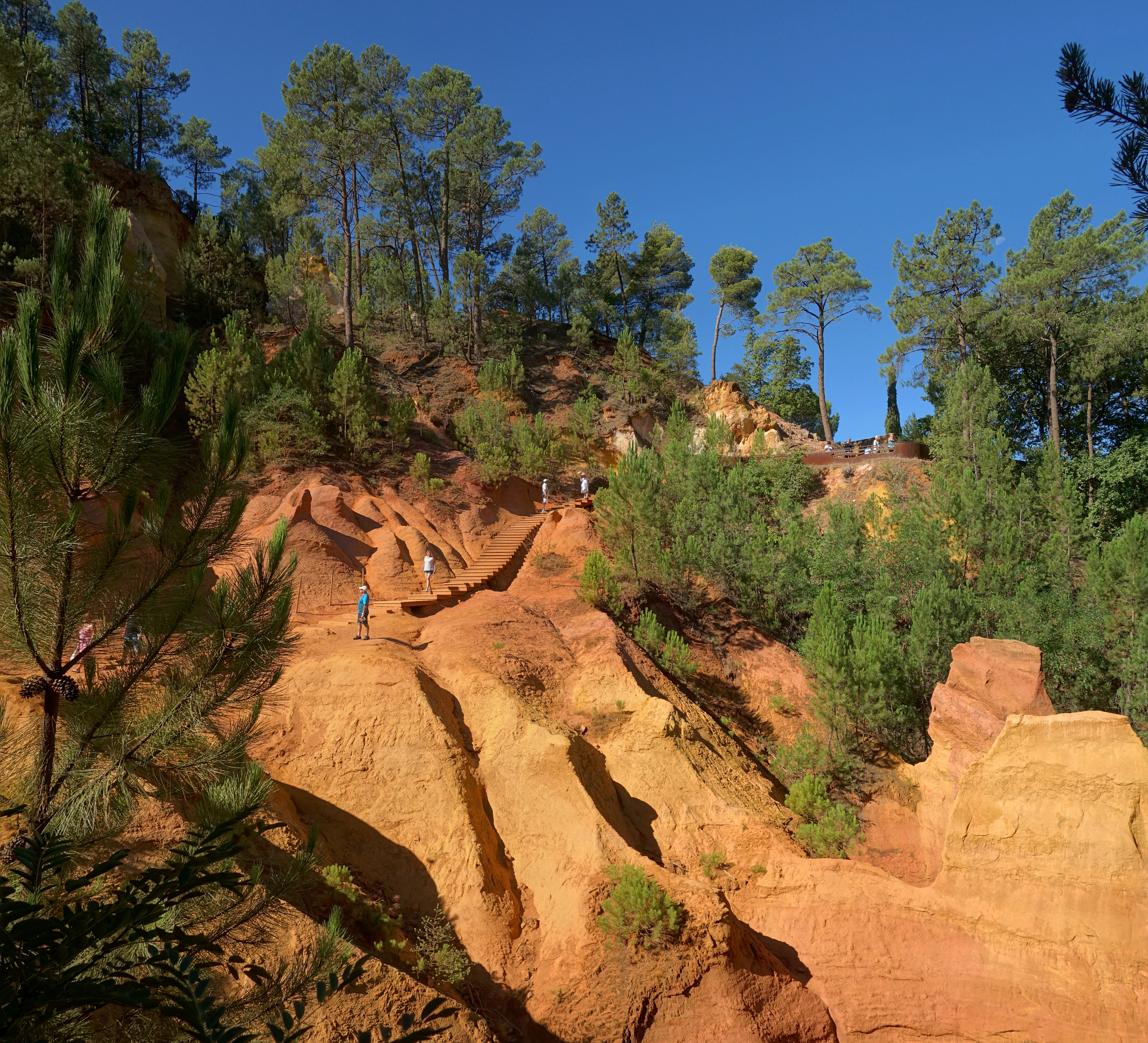
Le départ du sentier des Ocres.

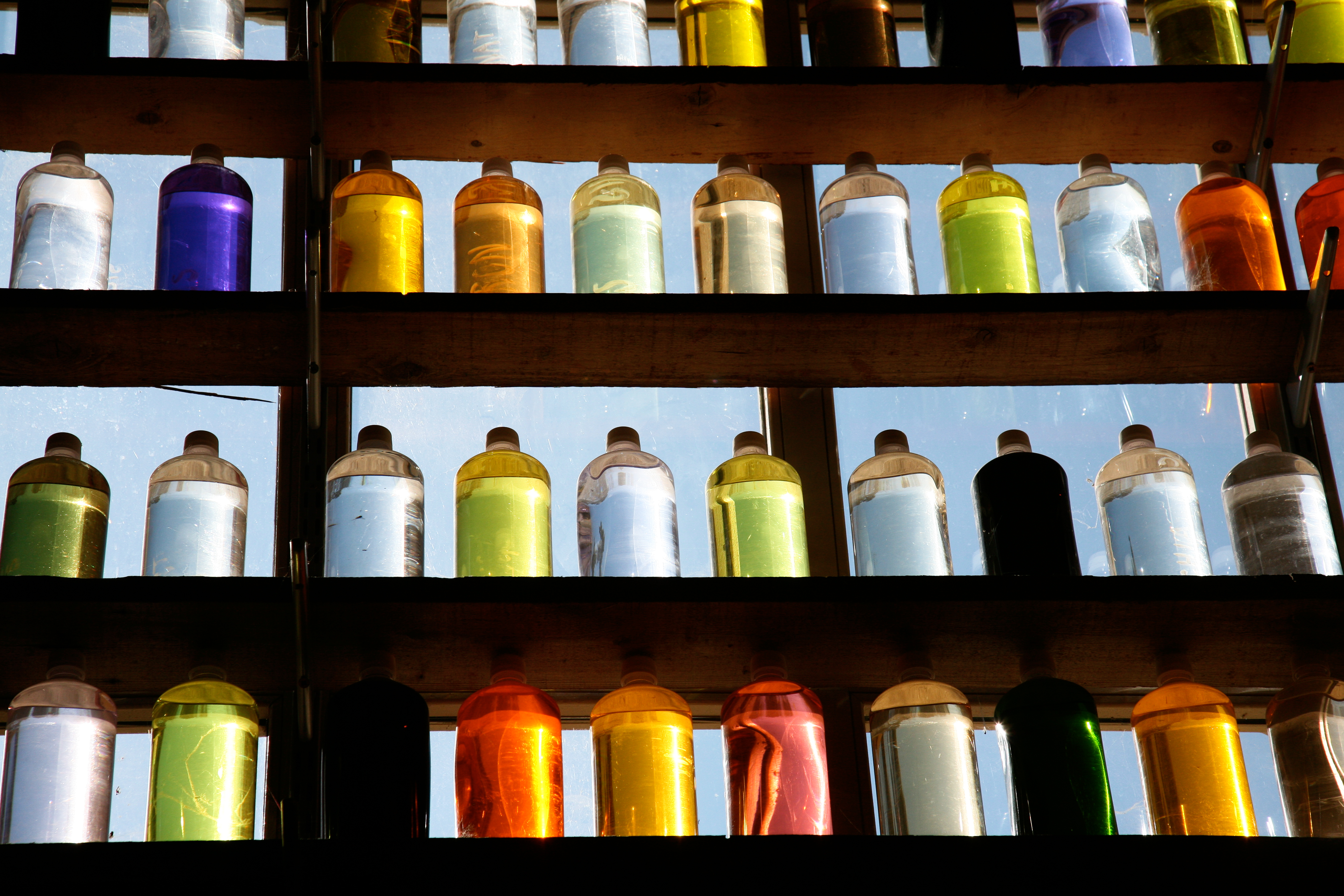
Échantillonnage des différentes couleurs d'ocre au Conservatoire des ocres et pigments appliqués.

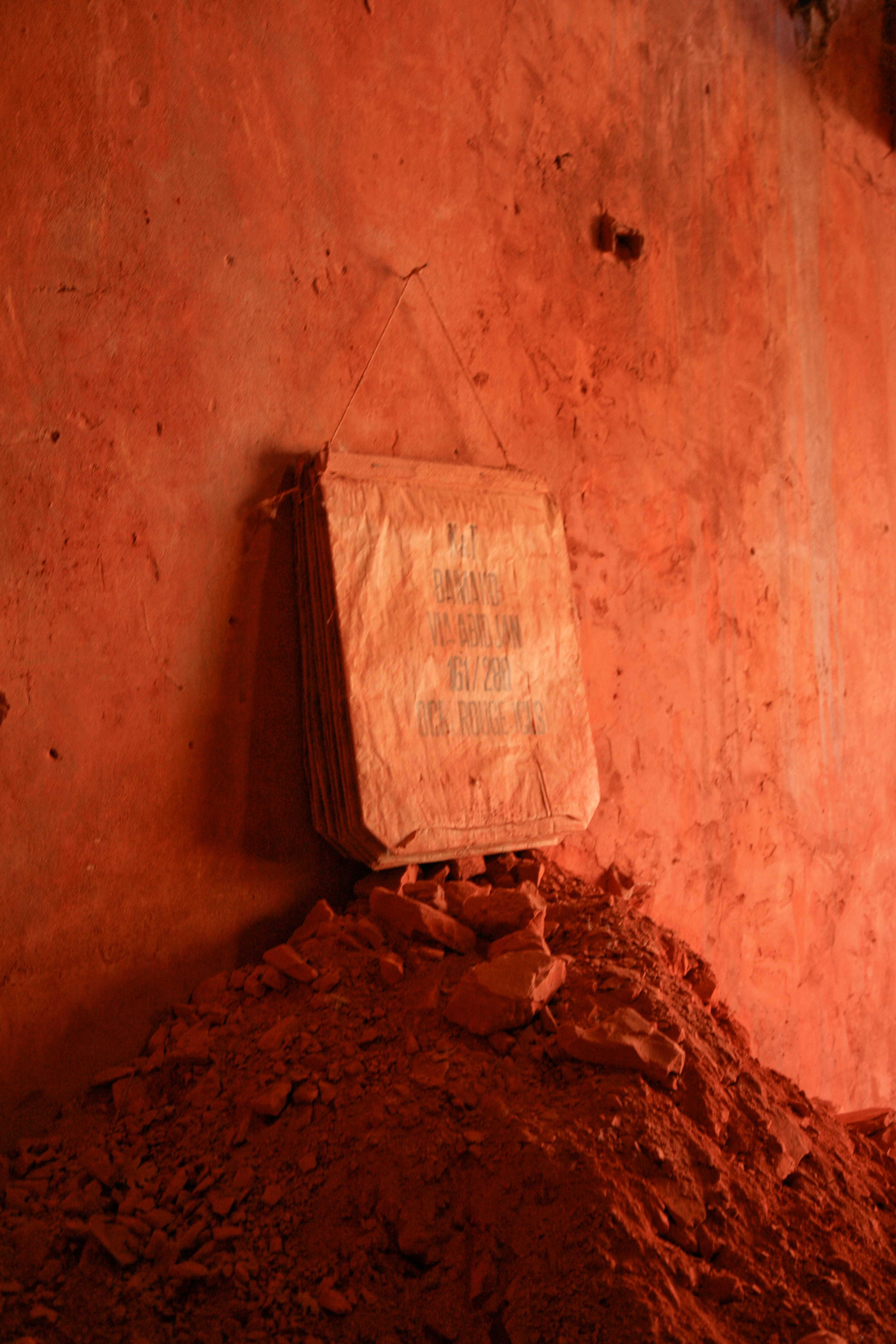
Conservatoire des ocres.

L'exploitation de l'ocre à Roussillon est due à Jean-Étienne Astier qui, entre 1780 et 1785, étudia les propriétés des sables jaunes et rouges qui dominaient sur ses terres. En 1790, il reçoit l'aval du nouveau conseil municipal pour utiliser le moulin à huile du village. Cette période révolutionnaire, n'empêche pas ses affaires de fructifier. En 1810, il fait fonctionner deux usines à proximité du village et une fabrique dans Roussillon même.
Si l'ocre n'est plus exploitée sur la commune, son sentier des Ocres attire des milliers de touristes. Comme l'ensemble des communes du Luberon, le tourisme joue un rôle, directement ou indirectement, dans l'économie locale. Hôtels, gîtes, chambres d'hôtes, camping, centres équestres, etc. Les variétés d'ocres et les couleurs ont su susciter l'intérêt des artistes comme des touristes.
À quelques centaines de mètres du cœur du village, côté sud-est, ne pas manquer le sentier des ocres (payant), dont les teintes vont du jaune au violet. Ce sentier aménagé, balisé et agrémenté de panonceaux didactiques permet de découvrir la flore particulière des collines d'ocres (yeuses, chênes blancs, genévriers) ainsi que les étonnants paysages formés par les anciennes carrières : action de l'homme, mais aussi de l'érosion sculptant ces aiguilles des fées au-dessus de la fameuse chaussée des géants.
Pour permettre aux visiteurs de bien mesurer la richesse des ocres de Roussillon, un Conservatoire des ocres et pigments appliqués ouvert au public est fondé.
On peut considérer trois principales sortes de tourisme en Luberon. Tout d'abord, le tourisme historique et culturel qui s'appuie sur un patrimoine riche des villages perchés ou sur des festivals. Ensuite, le tourisme détente qui se traduit par un important développement des chambres d'hôtes, de l'hôtellerie et de la location saisonnière, par une concentration importante de piscines et par des animations comme des marchés provençaux. Enfin, le tourisme vert qui profite des nombreux chemins de randonnées et du cadre protégé qu'offrent le Luberon et ses environs.

### Agriculture
On trouve sur la commune des exploitations de vignes, fruits, champignons...

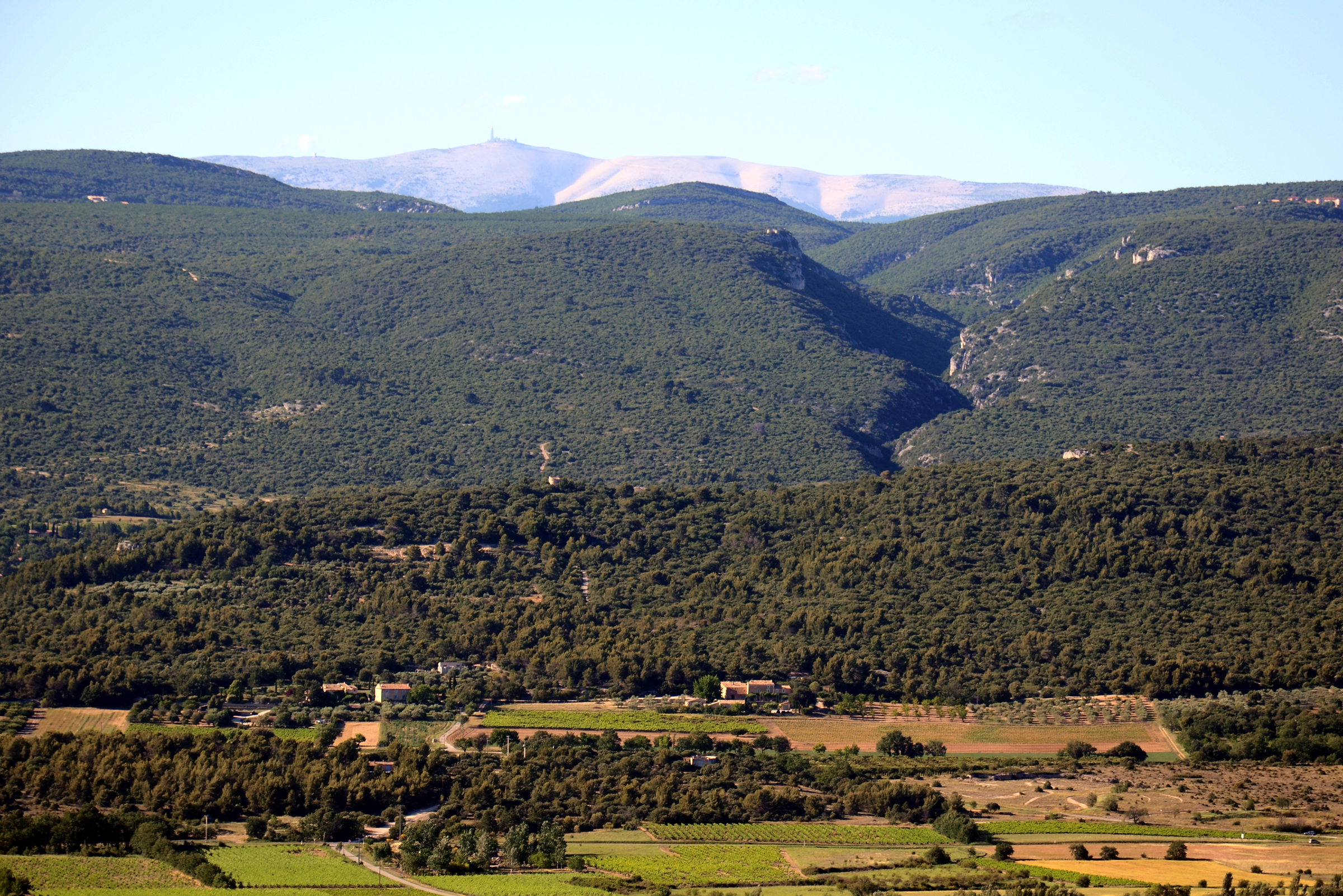
Vue sur le mont Ventoux.

La commune produit des vins AOC ventoux. Les vins qui ne sont pas en appellation d'origine contrôlée peuvent revendiquer, après agrément le label vin de pays d'Aigues

## Lieux et monuments

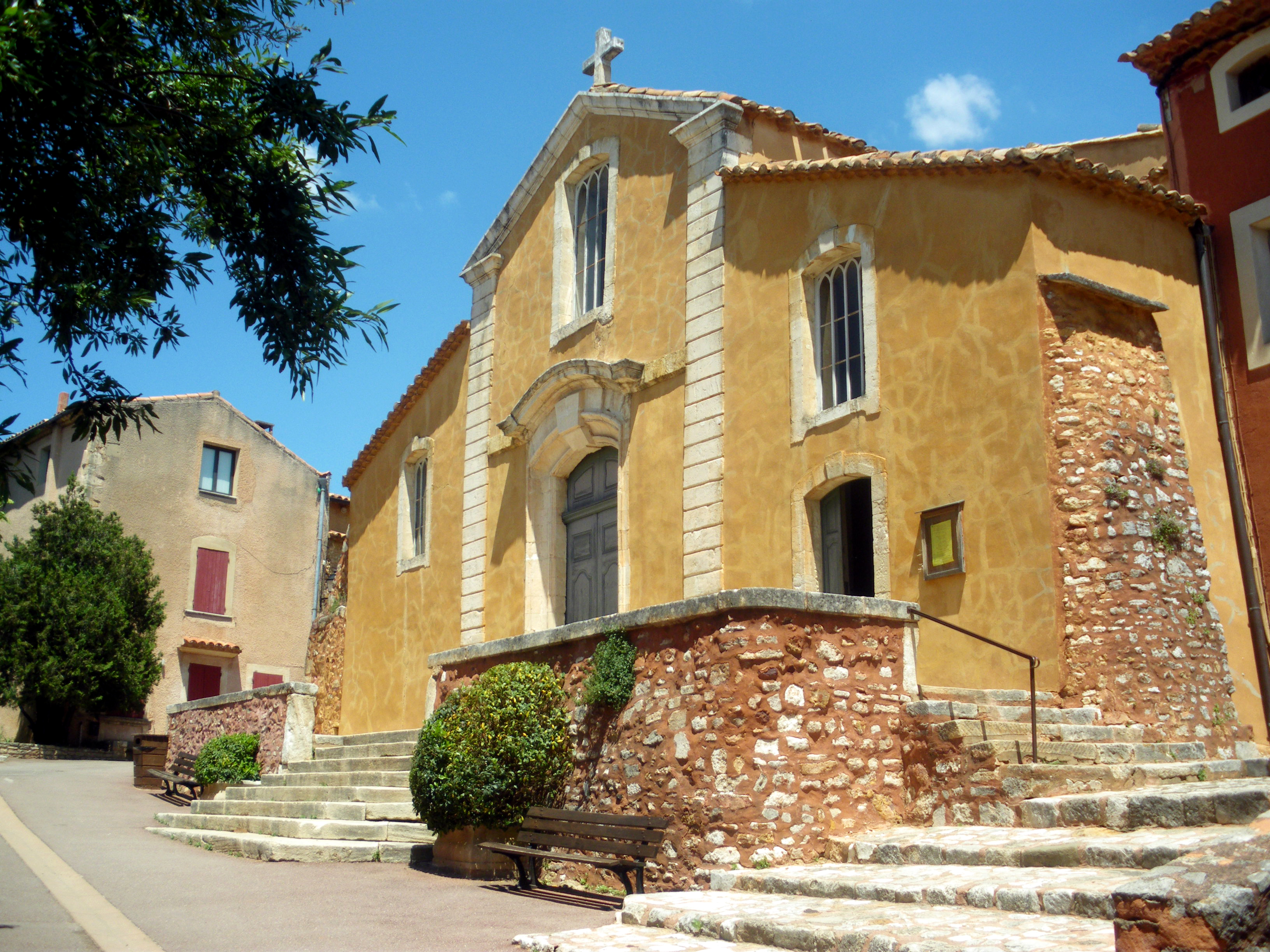
Église Saint-Michel.

Roussillon est, après Gordes, le deuxième village le plus visité du Luberon et possède le label de Plus beau village de France. Le mieux est de découvrir Roussillon un matin ensoleillé par l'Est, soit en arrivant par la route de Saint-Saturnin-lès-Apt, la vue est alors magique, le village apparaissant au sommet d'une colline abrupte et ses teintes rouges sont avivées par le soleil ; soit par la route de Goult, où le rouge de l'ocre apparaît petit à petit au milieu des pinèdes pour d'un seul coup envahir tout le paysage. Plusieurs parkings payants à la périphérie permettent de limiter le nombre de voitures dans le centre du village.
Le gisement néolithique des Martins,.
La sinueuse rue centrale, qui conduit au sommet du village, est bordée de galeries d'art, de boutiques de produits provençaux et de jolies maisons des XVIIe et XVIIIe siècles.
En haut, l'église Saint-Michel possède une belle façade du XVIIe siècle et jouxte une falaise d'où l'on a un panorama sur 360°, avec table d'orientation. Les fonts baptismaux, encadrés d'un baldaquin en pierre, sont classés au titre des objets, par le ministère de la Culture français.
Le marché (restreint l'hiver, plus fourni l'été) a lieu le jeudi matin.

## Cinématographie
Plusieurs films ont été tournés à Roussillon, notamment :
- 1970 : Heureux qui comme Ulysse de Henri Colpi avec Fernandel ;
- 1992 : La Belle Histoire de Claude Lelouch ;
- 1995 : Gazon maudit de Josiane Balasko ;
- 2007 : Ce soir je dors chez toi d'Olivier Baroux.

## Personnalités
- René Imbot, chef d'état-major de l'armée de terre, puis directeur général de la Sécurité extérieure
- Samuel Beckett fuyant la police allemande s'y réfugia de 1942 à 1945. Il en parle dans En attendant Godot.
- Le peintre Henri Hayden s'y réfugie également en 1943 lors de l'avancée allemande.
- Jean-Louis Servan-Schreiber
- Jean Lacouture
- Jean-Charles Tacchella
- Xavier Tacchella
- Rufus
- Michel Moskovtchenko
- Jacques Salomé
- Henri Colpi
- Catherine Lara y possède une maison.
- Jean-Étienne Astier a l'idée à la fin du XVIIIe siècle de laver le sable ocreux pour en extraire le pigment pur et fit naître l'industrie qui allait apporter au village sa renommée.
- Laurence Wylie (1910 -1995), sociologue américain y vécut avec sa famille et publia l'étude devenue classique Village in the Vaucluse (1957), traduite dans la collection Témoins Gallimard en 1968 "Un village du Vaucluse[sic]". Roussillon y est appelé "Peyranne".
- Gérard Schleich peintre des ocres , né au Luxembourg en 1968, il s’est installé dans le village en 2006. Aujourd’hui il présente ses œuvres au cœur du village dans l’ancienne maison de Jean-Charles Tachella. En 2015 son premier livre rétrospectif 2005-2015 fut préfacé par Jean Lacouture. L’artiste est un acteur du village présent à toutes le manifestations et est aujourd’hui adopté par les roussillonnais.
- François Tapiézo
- Les Juste parmi les Nations de Roussillon :
  - Berthe Chapelin
  - René Bézer